# 1726 Hoffmeister
1726 Hoffmeister (1933 OE) là một tiểu hành tinh vành đai chính được phát hiện ngày 24 tháng 7 năm 1933 bởi Reinmuth, K. ở Heidelberg.